# Manuel José Homem da Costa Noronha Ponce de Leão
Manuel José Homem da Costa Noronha Ponce de Leão (Angra, 14 de março de 1784 — Angra, 5 de julho de 1824), morgado, grande proprietário, fidalgo cavaleiro da Casa Real e coronel do Regimento de Milícias de Angra. Era primo de Teotónio de Ornelas Bruges, o 1.º conde da Vila da Praia da Vitória, e pai de Pedro Homem da Costa Noronha (1809-1870) e de Manuel Homem da Costa Noronha (1807-1832), dois jovens que se destacaram entre os principais apoiantes da causa liberal na Terceira.

## Biografia
Manuel Homem da Costa de Noronha Ponce de Leão foi filho de Pedro Homem da Costa Noronha e D. Jerónima Ludovina do Canto e Castro. Foi cavaleiro fidalgo da Casa Real e Coronel do regimento de milícias de Angra do Heroísmo. Foi Herdeiro e Senhor da casa e morgados de seus antepassados. No dia 25 de Março de 1784 foi baptizado na igreja de Nossa Senhora da Conceição, da cidade de Angra do Heroísmo. Faleceu no ano de 1824. Casou em 1804 com D. Úrsula Cândida do Canto e Castro Pacheco.
Filhos de Manuel Homem da Costa de Noronha Ponce de Leão com D. Úrsula Cândida do Canto e Castro Pacheco:
1 -  Pedro Homem da Costa Noronha Ponce de Leão, casou com D. Maria Teotónia Augusta de Ornelas Bruges.
2 - Manuel Homem da Costa Noronha, nasceu no dia 2 de Janeiro de 1807, na ilha Terceira. Foi Tenente-coronel das milícias de Angra do Heroísmo. Foi assassinado na ilha de São Miguel, no Vale das Furnas, em casa de Diogo José do Rego, por partidários do rei D. Miguel, no mês de Setembro do ano de 1832.